# Toló (Grèce)
Pour les articles homonymes, voir Tolo.
Toló (grec moderne : Τολό), ou Tolón (katharévousa : Τολόν), est une ville grecque du Péloponnèse, et une station balnéaire du golfe d'Argolide. D'une superficie de 2 327 hectares, Toló est une cité touristique qui comptait 1 460 habitants permanents au recensement de 2011.

## Géographie

### Situation
Toló, placée à proximité de Drépano, se situe à environ 10 kilomètres au sud-est de Nauplie. 

### Climat
| Mois                              | jan. | fév. | mars | avril | mai  | juin | jui. | août | sep. | oct. | nov. | déc. | année |
| --------------------------------- | ---- | ---- | ---- | ----- | ---- | ---- | ---- | ---- | ---- | ---- | ---- | ---- | ----- |
| Température minimale moyenne (°C) | 6    | 6,9  | 7,6  | 10,6  | 14,9 | 18,1 | 20,5 | 20,3 | 17,6 | 14,2 | 10,9 | 7,8  | 12,1  |
| Température moyenne (°C)          | 9,8  | 10,4 | 12   | 15,3  | 19,5 | 23,9 | 26,5 | 26,4 | 23,3 | 19   | 15   | 11,5 | 17,7  |
| Température maximale moyenne (°C) | 13,7 | 14,6 | 16,4 | 20,1  | 24,8 | 29,7 | 32,5 | 32,5 | 29   | 23,9 | 19,2 | 15,3 | 22,6  |
| Précipitations (mm)               | 84   | 67   | 59   | 38    | 23   | 10   | 5    | 6    | 21   | 70   | 92   | 108  | 583   |

## Histoire
Le village de Toló n'a été fondé qu'en 1830 ; cependant la cité d'Asinè, située à proximité, est mentionnée par Homère dans l'Iliade (au catalogue des vaisseaux) comme l'une de celles qui ont pris part à la guerre de Troie. Dans les siècles suivants, la baie de Toló abrita des navires de guerre. Au cours de la période byzantine, Toló fut utilisé comme un port auxiliaire de Nauplie.[réf. nécessaire]
Pendant les Croisades, et à la suite du partage de l'Empire byzantin en 1204, la région de Toló, avec le reste du Péloponnèse, passa sous la domination franque (seigneurie d'Argos) ; en 1389 la région passa sous domination vénitienne. En 1540, l'Empire ottoman prit le contrôle de Toló et de Nauplie. Au cours de la guerre de Morée (1684-1699), le chef des forces alliées, le vice-amiral Francesco Morosini, ordonna la capture de Nauplie, et la baie de Toló fut alors choisie comme site de débarquement. Après le succès de l'expédition, Toló et ses environs restent sous souveraineté vénitienne jusqu'en 1718, lorsque la région fut de nouveau occupée par les Turcs.
À la suite de la révolution grecque, un certain nombre de réfugiés originaires de Crète se réinstallèrent à Toló. En 1834, par décret royal, le port de Toló devint jusqu'en 1912 le siège d'une municipalité (dème) nommée Minoa, d'après Minos, le légendaire roi de Crète.

## Administration
Toló appartient depuis le programme Kallikratis de 2011 au district municipal d'Asini, lui-même rattaché au dème (municipalité) de Nauplie.

## Monuments
Toló conserve une église nommée Zoodhohos Pigi, datant de l'époque vénitienne et construite en 1688, ainsi que les ruines de la forteresse de l'île de Daskaleio dans la baie de Toló. Des fortifications, des ruines de maisons et des réservoirs ont également été mis au jour sur l'île de Romvi.

## Tourisme
Après la Seconde Guerre mondiale, avec sa longue plage de sable et sa situation géographique permettant un accès facile aux sites archéologiques voisins, Toló a connu le développement de l'industrie touristique et a évolué vers une station balnéaire populaire, accueillant de nombreux touristes grecs et européens.

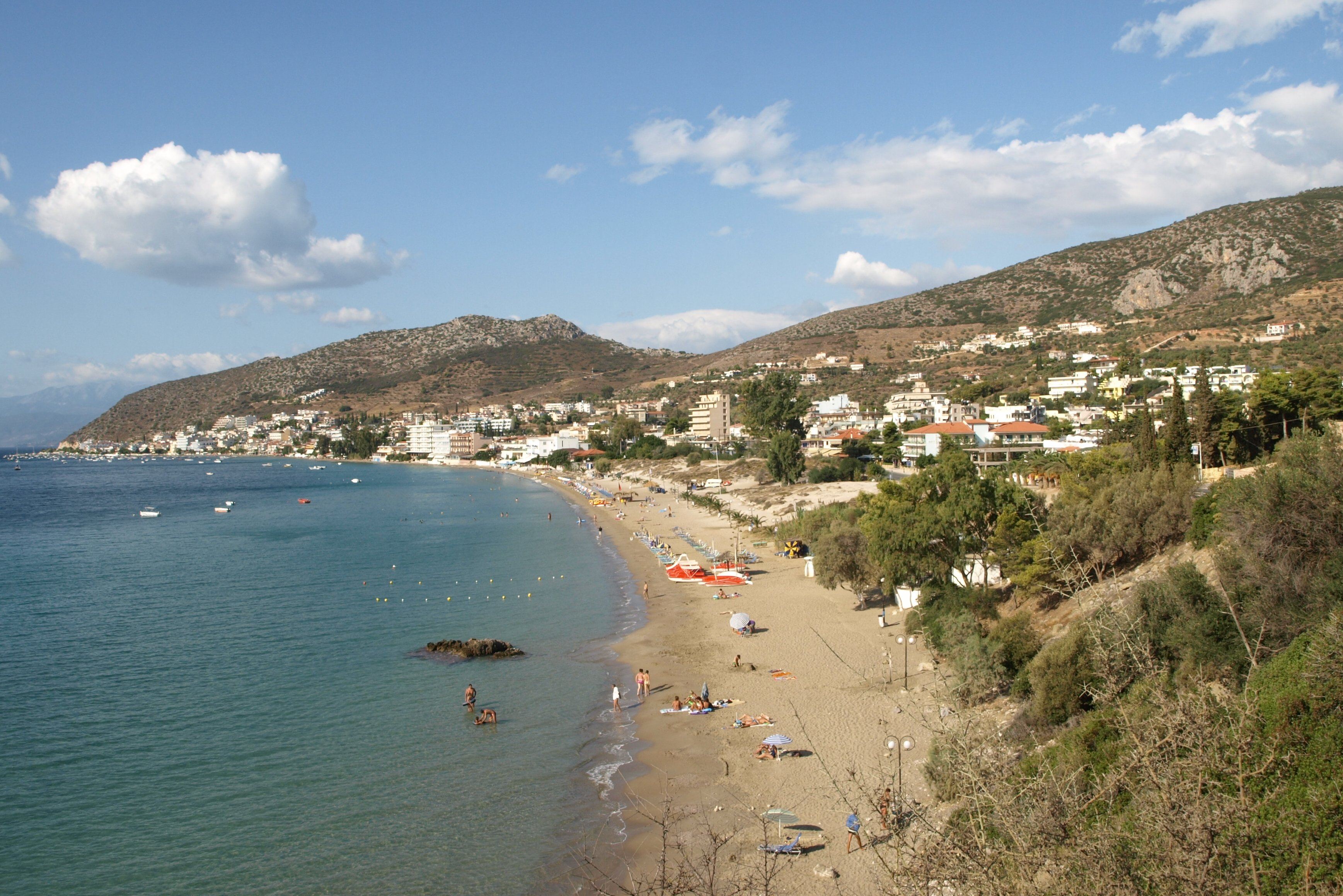
Vue sur la Plage de Toló.
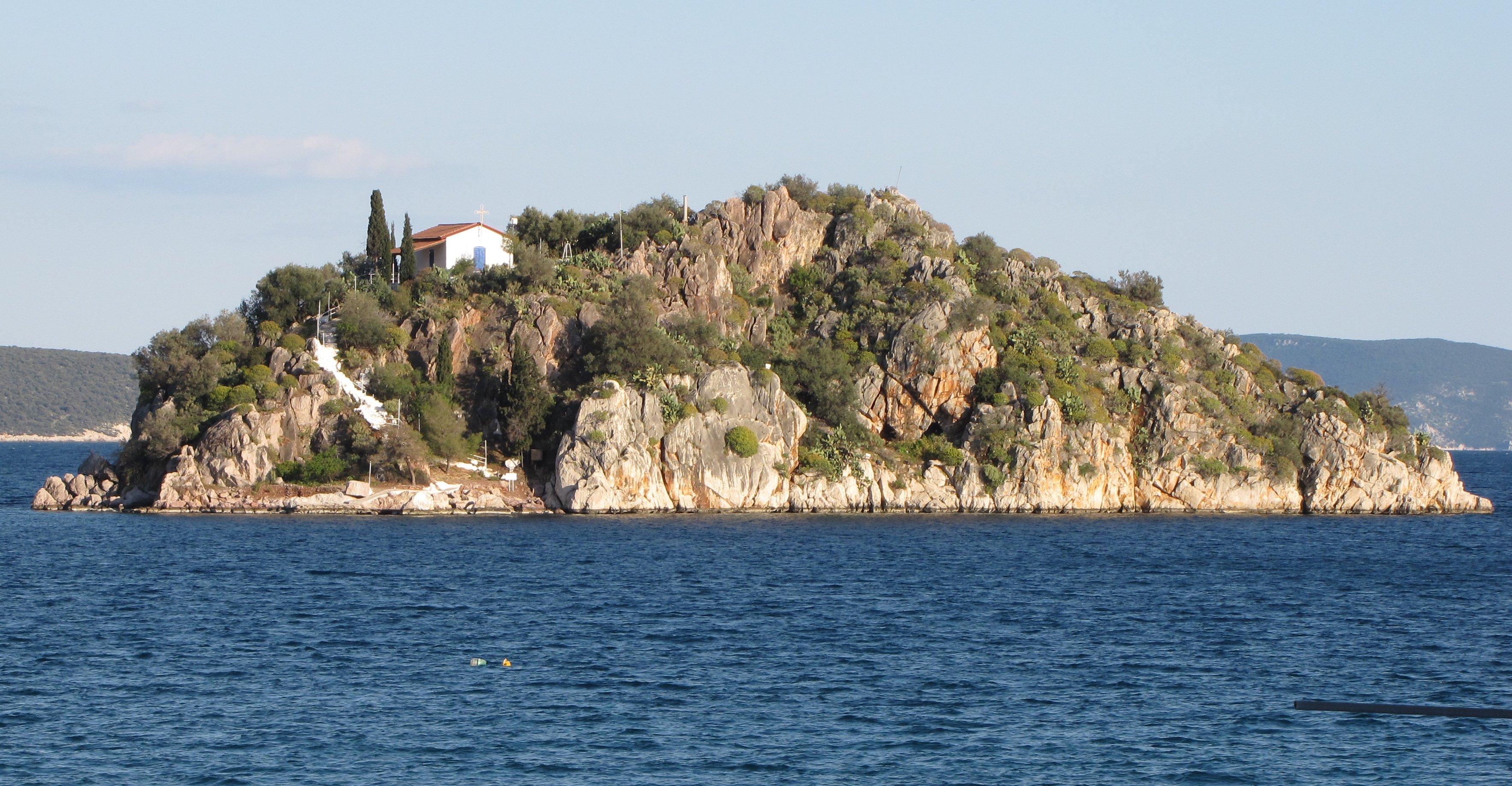
Île Apostoli vue depuis Toló.
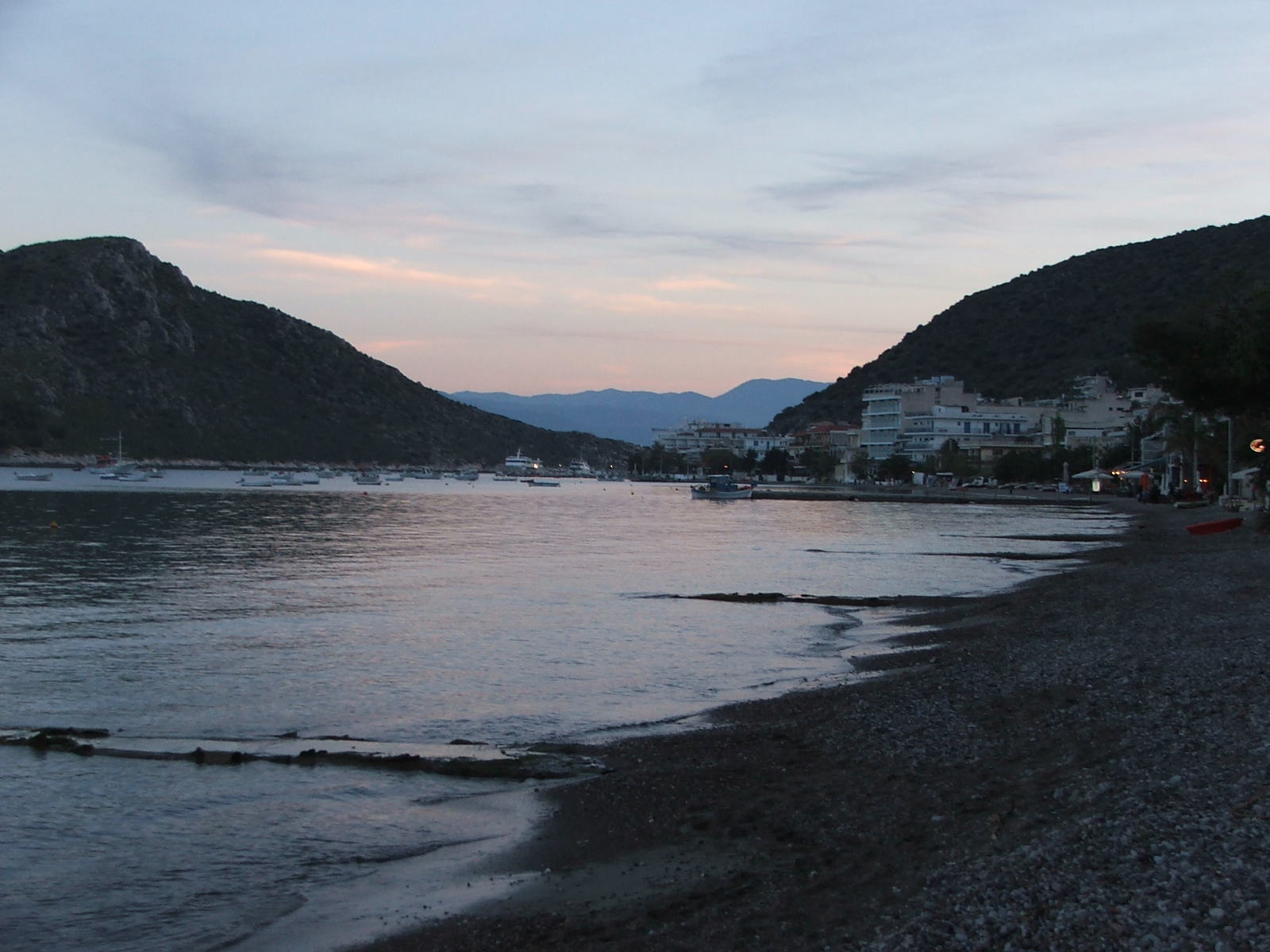
Panorama depuis Toló.
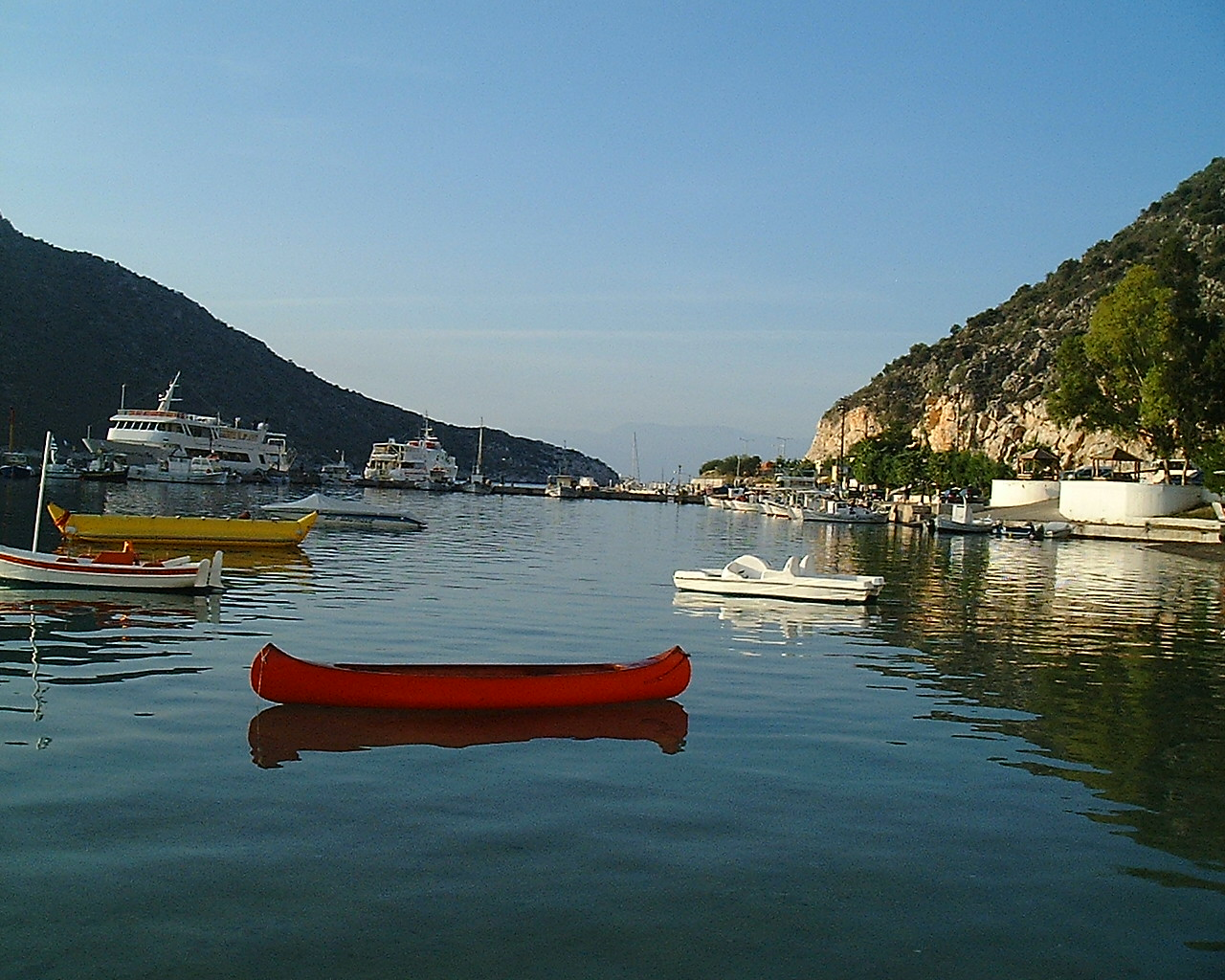
Vue sur la marina de Toló.
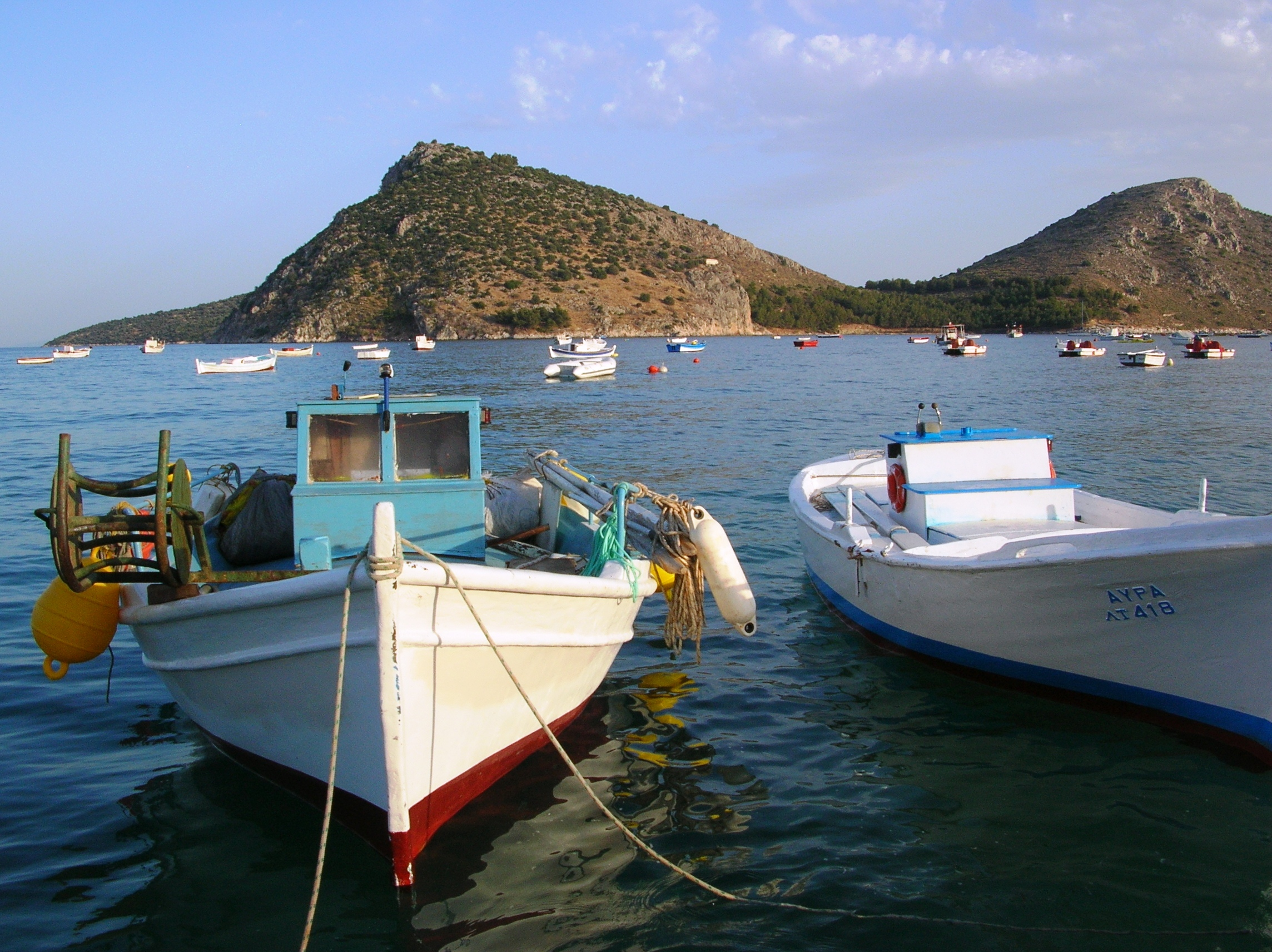
Bateaux de pêche à Toló

## Panorama

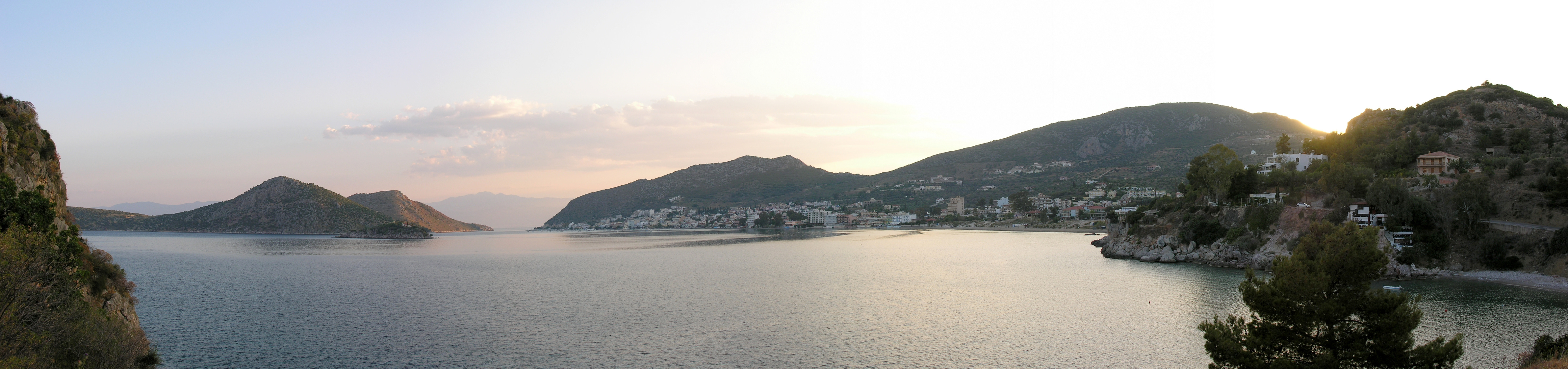
Vue sur la baie de Toló face à l'île Romvi